# Ulysses S. Grant
Ulysses Simpson Grant (Point Pleasant, 27 de abril de 1822 – Wilton, 23 de julho de 1885), nascido Hiram Ulysses Grant referido, na maioria das vezes, como Ulysses S. Grant, foi um militar e político norte-americano que serviu como o 18º Presidente dos Estados Unidos de 1869 até 1877, anteriormente trabalhando junto com o presidente Abraham Lincoln para liderar o Exército da União até a vitória sobre os Estados Confederados da América na Guerra de Secessão. Grant formou-se em 1843 na Academia Militar dos Estados Unidos, servindo na Guerra Mexicano-Americana até inicialmente aposentar-se em 1854. Ele voltou para o exército em 1861 com o começo da Guerra de Secessão, tomando no ano seguinte o controle de Kentucky e a maior parte do Tennessee, liderando as forças da União na vitoriosa Batalha de Shiloh. Grant derrotou os exércitos Confederados após uma série de batalhas coordenadas e conquistou Vicksburg, dando à União controle do rio Mississippi e dividindo a Confederação em duas. Lincoln o promoveu em março de 1864 a tenente-general e General Comandante após suas vitórias na Campanha de Chattanooga. Grant enfrentou o general Robert E. Lee em uma série de confrontos sangrentos, prendendo o inimigo em sua defesa de Richmond. Lee se rendeu para Grant em Appomattox em abril de 1865, efetivamente encerrando a guerra. Historiadores elogiaram o gênio militar de Grant e suas estratégias aparecem em livros militares, porém uma minoria afirma que ele venceu mais por força bruta do que por estratégias superiores.
Grant liderou a supervisão do exército na Reconstrução do ex-estados Confederados após a guerra. Ele foi eleito presidente em 1868 e reeleito 1872, estabilizando a nação durante o período, perseguindo a Ku Klux Klan e reforçando leis de direitos civis e de voto através do exército e do Departamento de Justiça. Grant empregou o exército para construir o Partido Republicano no sul com eleitores negros, novatos nortenhos e brancos sulistas. Os Republicanos conseguiram maiorias no Congresso e a eleição de negros após a privação de direitos em alguns ex-estados Confederados. As coligações do partido estilhaçaram-se durante seu segundo mandato e foram derrotadas por brancos conservadores, que reconquistaram o controle por meio de coerção e violência. A política de Grant com nativos americanos inicialmente reduziu a violência na fronteira, porém é mais conhecida pela derrota e morte de George Armstrong Custer e seus regimentos na Batalha de Little Bighorn. Ele foi o presidente norte-americano do século XIX que mais enfrentou acusações de corrupção em cargos executivos.
Grant procurou aumentar a influência e o comércio dos Estados Unidos em sua política internacional, ao mesmo mantendo paz com o resto do mundo. Sua administração resolveu tensões com o Reino Unido por meio da assinatura do Tratado de Washington de 1871. Ele conseguiu evitar uma guerra contra a Espanha, porém o Congresso rejeitou sua tentativa de anexação da República Dominicana. O governo de Grant implementou o padrão-ouro e tentou fortalecer o dólar. As acusações de corrupção aumentaram em seu segundo mandato, enquanto sua resposta para o Pânico de 1873 mostrou-se ineficiente para impedir uma depressão industrial de cinco anos que criou grandes números de desempregados, preços baixos, lucros baixos e falências. Grant deixou a presidência em 1877 e partiu em uma viagem ao redor do mundo por dois anos.
Ele fracassou em conseguir a indicação Republicana para presidente em 1880 para seu terceiro mandato. Grant estava sofrendo de vários reveses financeiros e câncer de garganta, completando suas memórias que tornaram-se um enorme sucesso comercial e de crítica. Sua morte aos 63 anos em 1885 provocou uma efusão de união nacional. Historiadores do século XX foram negativos sobre sua presidência até melhorarem um pouco suas visões na década de 1980. Acadêmicos avaliam Grant abaixo da média de outros presidentes, com sua gestão da Reconstrução sendo controversa até os dias de hoje. Seus críticos têm opiniões negativas sobre sua defesa de associados corruptos, políticas financeiras deflacionárias e o fracasso da anexação da República Dominicana, enquanto admiradores enfatizam suas preocupações sobre nativos americanos, sua aplicação dos direitos civis e de voto dos negros e a assinatura do Tratado de Washington.

## Biografia

### Infância e família
Hiram Ulysses Grant nasceu em Point Pleasant, Ohio, em 27 de abril de 1822. Seu pai Jesse Root Grant era um empresário de ascendência inglesa, de uma família austera. Sua mãe Hannah Simpson Grant foi ancestral de escoceses. Ambos eram nativos da Pensilvânia. No outono de 1823, a família mudou-se para a vila de Georgetown no Condado de Brown, Ohio. Criado em uma família Metodista desprovida de pretensão religiosa, Grant rezava em particular e não era um membro oficial da igreja. Ao contrário de seus irmãos mais novos, Grant nem foi disciplinado, batizado, nem forçado a ir à igreja por seus pais.

### Antes da Guerra Civil
Casado com Julia Dent Grant, formou-se em Direito na Academia Militar dos Estados Unidos em West Point- Nova Iorque, e participou da Guerra Mexicano-Americana, sob o comando dos Generais Zachary Taylor e Winfield Scott.
Grant questionava as bases morais da invasão. Nas suas memórias qualificaria a guerra como "uma das mais injustas jamais movidas por uma nação mais forte contra uma mais fraca". Entretanto, serviu com distinção sendo brevetado duas vezes pela coragem.
Após a guerra, foi transferido para Califórnia, sem condições financeiras de levar a família consigo. Pediu baixa em 1854, segundo rumores da época, para evitar que fosse para corte marcial por estar alcoolizado em serviço. Histórias sobre alcoolismo acompanharam Grant pelo resto da vida. Na vida civil, tentou diversos empreendimentos. Todos fracassaram. Às vésperas da Guerra da Secessão Grant trabalhava na loja de couro do seu pai no Illinois.

## General da União
Com o início da Guerra da Secessão, Grant aceitou convite para treinar voluntários do estado, mas depois conseguiu o comando de um regimento, com a patente de coronel. Graças ao lobby do congressista Elihu B. Washburne, foi promovido a general de brigada, assumindo o comando do crítico distrito militar sul-este de Missouri.
Seu primeiro engajamento foi uma batalha inconclusiva na cidade de Paducah, no rio Ohio, em novembro de 1861.
Em fevereiro de 1862, apoiado pela flotilha do almirante Foote, tomou os estratégicos fortes Henry e Donelson.
Em abril de 1862, na Batalha de Shiloh ocorreu uma das atuações mais polêmicas do General Grant, que deixou o seu Exército do Tenesse ser pego de surpresa, sem defesas preparadas. O Exército do Mississippi, sob o general confederado Albert Sidney Johnston, levou as tropas federais a beira da aniquilação. A oportuna chegada do Exército Federal de Ohio, sob o comando do Gal. Buell, aliada ao sangue frio de Grant, inverteu a situação, e a União acabou vencedora.  Não obstante, em função do desastroso primeiro dia da batalha, a opinião pública pressionava pela sua remoção. Mas Lincoln, farto de comandantes hesitantes, resolveu manter o agressivo Grant no cargo. Por alguns meses, o Gal. Halleck, desconfiado do suposto alcoolismo de Grant, tomou o comando pessoal das operações no oeste.
De maio a julho de 1863, Grant sitiou Vicksburg, o último bastião confederado no Mississippi. A queda da cidade significou rendição de mais de 30 000 soldados rebeldes e definitivamente dividiu a confederação em dois. Em novembro, impôs outra derrota em Chattanooga aos confederados.
Lincoln promove-o a Comandante-em-chefe de todas as forças federais em março de 1864. Grant assumiu o controle direto das forças no teatro leste. A partir desse momento, o comandante confederado Lee teria os federais no seu encalço ininterruptamente. A famosa Campanha Overland de Grant transformou os combates no Leste em uma sangrenta guerra de atrito, com enormes perdas para os dois lados. Ao mesmo tempo, William T. Sherman, que sucedeu a Grant como comandante dos exércitos no oeste, tomou a cidade de Atlanta e empreendeu a sua famosa marcha até o Mar, destruindo as plantações e a indústria da Georgia.
Ao contrário da União, com seus abundantes recursos, a Confederação não tinha como repor as enormes perdas em recursos humanos e materiais. Lee foi forçado a uma posição insustentável em Petersburg, cuja queda implicou a evacuação da capital confederada Richmond. Finalmente veio a rendição, em 9 de abril de 1865, no tribunal em Appomattox, Lee rendeu-se aceitando todos os termos da rendição, por parte de Grant. Que resultaram em ser generosos e o tratamento oferecido às forças derrotadas digno. Após se sentar no seu cavalo, o general Robert Lee foi presenteado de forma inesperada por uma atitude de respeito e admiração ao mais alto nível: Grant e todo o seu estado maior, retiraram os chapéus militares das suas cabeças, a que Lee comovido respondeu da mesma forma. Até o fim da sua vida, Lee não permitiu que se falasse mal de Grant em sua presença.
No seu tempo, e ainda hoje, Grant tem sofrido críticas pelas enormes baixas sofridas por suas tropas em batalhas. Uma notável detratora era a primeira-dama dos Estados Unidos, Mary Lincoln, que referiu-se ao general como "açougueiro". Em defesa de Grant poderia dizer-se que, comparado aos seus antecessores excessivamente prudentes, ele conseguiu resultados muito superiores em proporção às baixas sofridas. Grant e Lincoln entendiam muito bem que a guerra mais custosa em vidas era a guerra longa. Em uma época de péssimas condições sanitárias e medicina incipiente, manter grandes exércitos mobilizados significava aceitar um enorme número de mortes em função de moléstias. Dos 360 000 "yankees" mortos no conflito, menos de um terço morreu de ferimentos em batalha. Os demais caíram pela varicela, caxumba, sarampo e outras doenças. Forçando Lee a aceitar combate mesmo antes de conseguir condições táticas perfeitas, Grant teria posto fim a procrastinação que custou milhares de vidas. O reconhecimento disso veio do próprio Lee, que antes da Batalha de Spotsylvania contrariou as críticas dos seus subordinados ao comandante oponente dizendo "Penso que Gal. Grant tem conduzido seus negócios notavelmente bem até esse momento".

## Presidente dos EUA e morte

### Mandato
Grant foi eleito presidente dos EUA em 1869, e permaneceu na posição até 1877. Como chefe da nação, coordenou a última fase da reconstrução do sul. Promoveu ativamente os direitos dos ex-escravos, utilizando forças federais para assegurar o direito de voto e combater as ações do Ku Klux Klan. Entretanto, buscou a discrição necessária para não ofender sentimentos do povo do sul. Combateu a crise econômica, conhecida como Pânico de 1873, com uma política de austeridade governamental. Reduziu a dívida pública, os gastos governamentais, os juros e a inflação. Entretanto, a sua gestão foi extremamente conturbada politicamente. Surgiram inúmeros escândalos envolvendo subordinados de Grant, mas nenhum o presidente pessoalmente.
Na atualidade, os historiadores modernos têm visto a presidência de Grant de uma forma mais positiva, olhado com destaque para o impacto do presidente na Reconstrução, destruição do KKK e luta pelo direito dos Afro-americanos e das mulheres.

### Morte

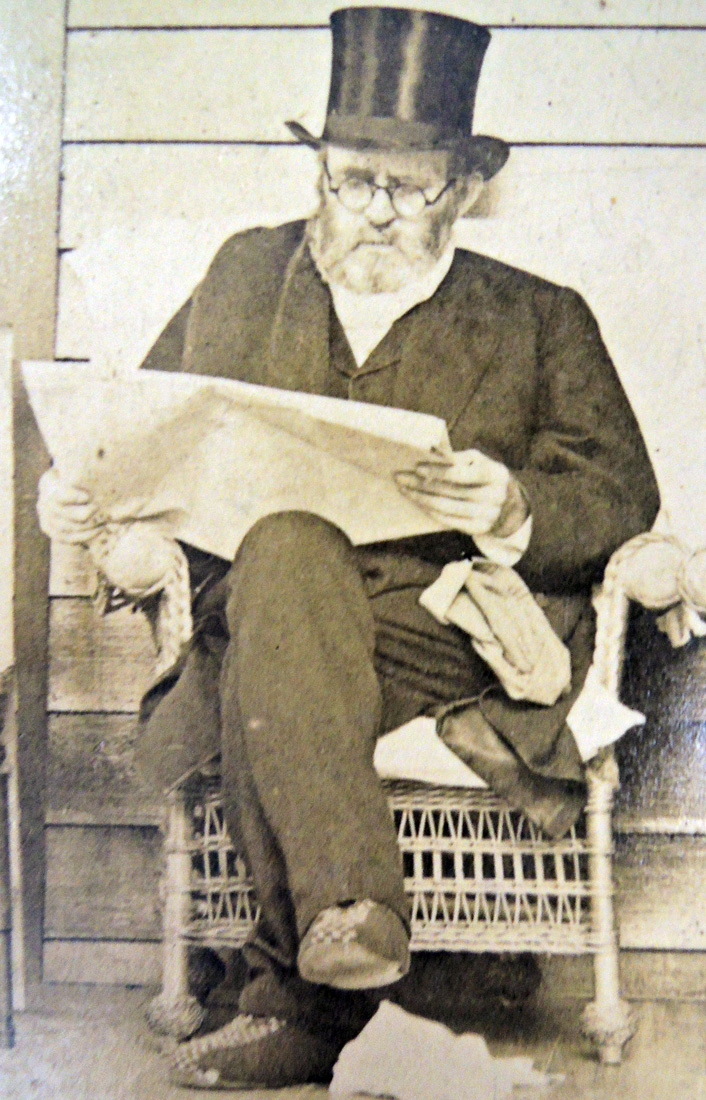
Última foto de Ulysses S. Grant, tirada apenas 4 dias antes da sua morte

Após retirar-se da presidência, Grant tornou-se sócio de uma empresa financeira, que acabou em falência após ser fraudada pelo outro sócio. Sabendo que tinha câncer, Grant sabia que iria morrer num futuro próximo, assim, dedicou os últimos meses da sua vida a escrever o seu livro de memórias, garantindo assim o sustento da sua família.
Faleceu em Nova York, a 23 de julho de 1885, vítima de um câncer na garganta.

## Ligações Externas
- Commons
- Wikiquote

- «Biografia de Ulisses S. Grant segundo a Casa Branca» (em inglês)